# Hamlet

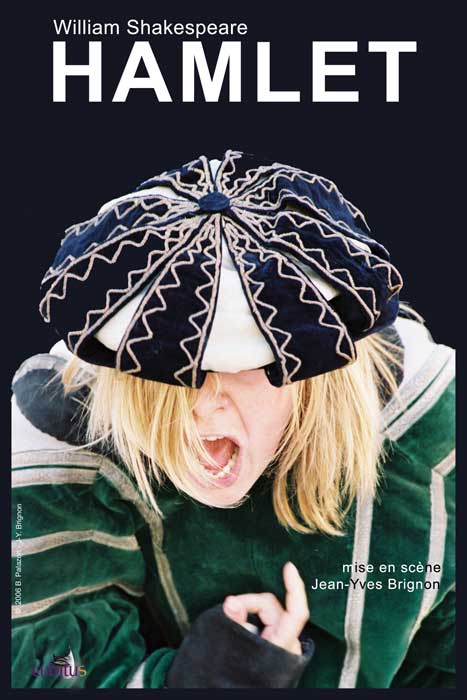
Hamlet wordt nog altijd opgevoerd, affiche uit 2004

Hamlet, Prins van Denemarken (oorspronkelijk The Tragedy of Hamlet, Prince of Denmark), doorgaans afgekort tot Hamlet, is een toneelstuk, geschreven door William Shakespeare tussen 1600 en 1602. De tragedie is onder meer bekend vanwege de monoloog (soliloquie) To be, or not to be, die wordt uitgesproken door Hamlet, de protagonist (hoofdpersoon) van het stuk. De inhoud is gebaseerd op de Scandinavische legende Hamlet of Amleth, opgetekend in de vroege 13e eeuw.
Hamlet behoort tot het genre van de 'wraaktragedie' (revenge tragedy) die in Engeland door Thomas Kyd werd geïntroduceerd met zijn bloedige toneelstuk The Spanish Tragedy. Ook in Hamlet speelt het wraakmotief een grote rol. Hamlets vader, de koning van Denemarken, wordt vermoord door diens broer Claudius. Deze eist daarna de troon op en wordt zelf koning. Bovendien trouwt Claudius met de weduwe van zijn eigen broer waardoor hij de stiefvader van Hamlet wordt.

## Datering en bronnen
Het stuk werd in 1589 voorafgegaan door een andere, nu verloren gegane tragedie over Hamlet, meestal aangeduid als de Ur-Hamlet, waarvan verondersteld wordt dat Thomas Kyd de auteur zou zijn. De eerste opvoering van Shakespeares Hamlet vond waarschijnlijk plaats in juli 1602. De eerste druk verscheen in 1603 en later in een uitgebreide versie in 1604. Het was in de 16e en 17e eeuw heel gewoon voor een schrijver om zijn ideeën uit eerdere literaire bronnen te halen, iets wat wij nu zouden beschouwen als schending van auteursrecht. Shakespeare inspireerde zich voor zijn Hamlet mogelijk op een verhaal uit een vroegere bron, vermoedelijk op een 12e-eeuws in het Latijn geschreven geschiedenis van Denemarken die vermeld wordt in het werk van Saxo Grammaticus. Een andere sterke kandidaat is Histoires Tragiques, een prozawerk van de Franse schrijver François de Belleforest die in de traditie van Giovanni Boccaccio korte verhalen schreef, waarvan er dus waarschijnlijk een door Shakespeare werd geadapteerd voor Hamlet. Aan Belleforests versie voegde hij onder meer de geest van Hamlets vader toe, evenals de komst van het toneelgezelschap naar Elseneur, Ophelia's begrafenis en de personages Osric en Fortinbras.

## Samenvatting
De geest van Hamlets echte vader spookt 's nachts rond het kasteel. Op een nacht vertelt de geest aan Hamlet dat hij werd vermoord en hoe dit gebeurde. Ook vertelt hij dat Claudius de moordenaar is. Hamlet weet niet wat hij moet doen. Spreekt de geest de waarheid of proberen duistere krachten hem tot slechtheid te verleiden? Moet Hamlet wraak nemen op Claudius? Dit wordt aan het einde van het verhaal duidelijk.

## Thema's
Het thema van het stuk is wraak, maar andere motieven zijn:
- De relatie tussen vader en zoon, moeder en zoon, de zoon en zijn vrienden
- De relatie tussen geliefden (Hamlet en Ophelia, maar ook Gertrude en haar twee echtgenoten)
- Waanzin (gespeelde waanzin zoals van Hamlet, maar ook 'ware' waanzin, zoals van Ophelia)
- Macht, oud en jong, handelen versus niet-handelen en existentiële vragen over God en het leven (bijvoorbeeld: 'To be, or not to be').

De interessantste vragen in dit stuk gaan echter over de hoofdpersoon Hamlet. Er zijn zoveel interpretaties van zijn personage mogelijk als er lezers en toeschouwers zijn. Ook na 400 jaar kan bijna iedereen wel iets van zichzelf in Hamlet herkennen.

## Personages

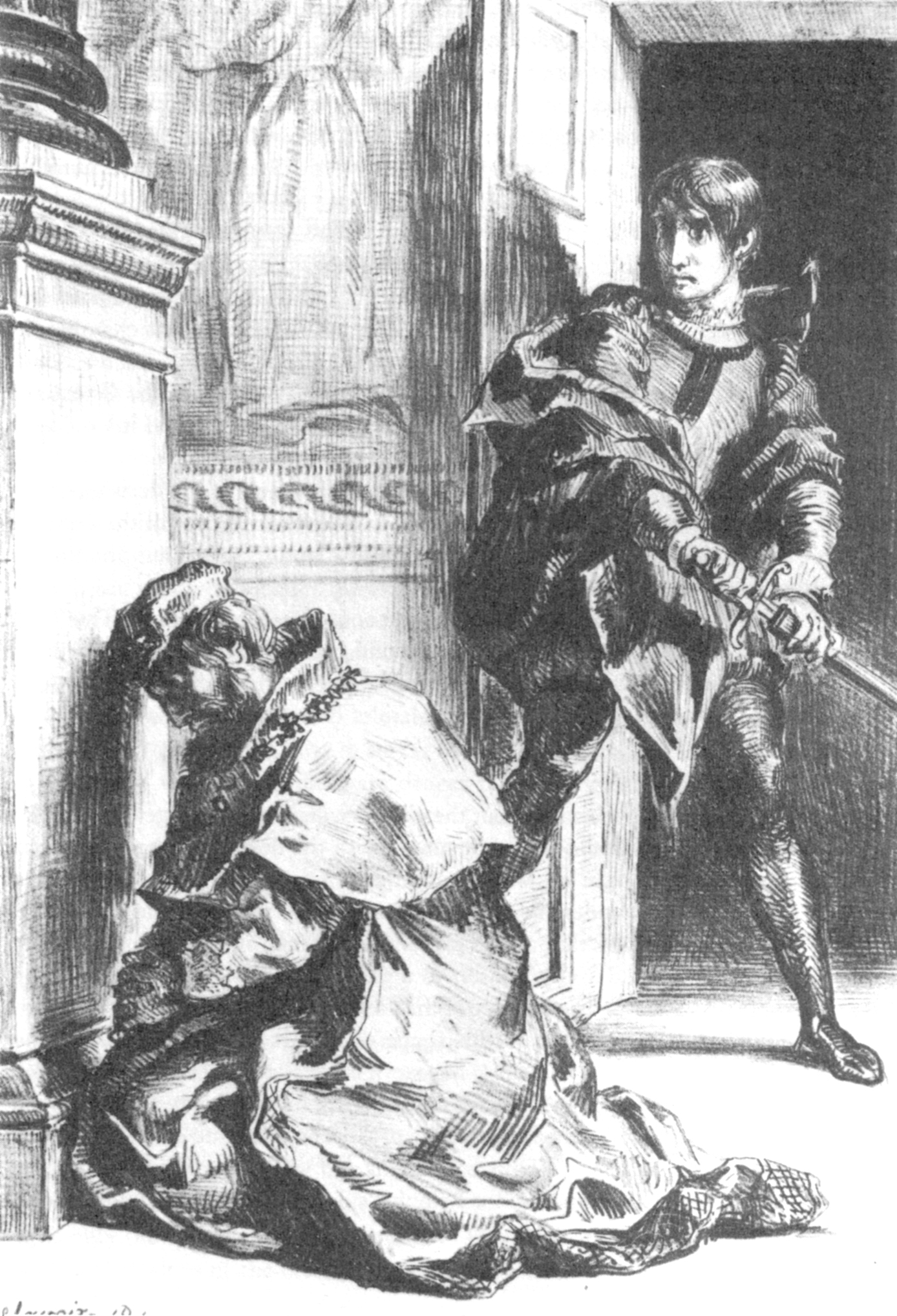
Claudius en Hamlet, 1844

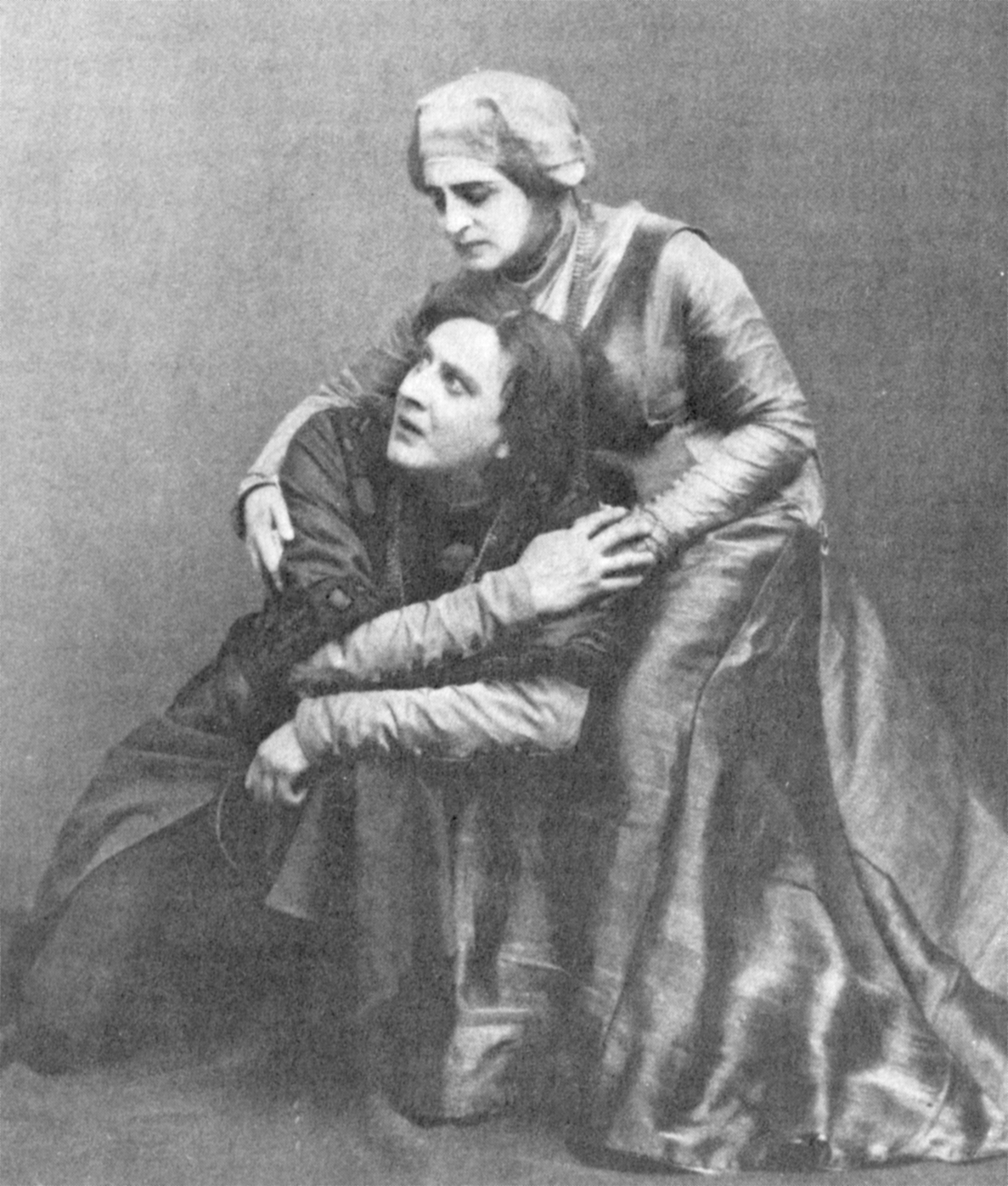
Hamlet en Gertrude, 1911

- Hamlet is de prins van Denemarken en student aan de universiteit van Wittenberg. Aan het begin van het stuk is Hamlets vader pas gestorven en zijn moeder is hertrouwd met de nieuwe koning, zijn oom Claudius. Hamlet is bitter, cynisch en vol haat jegens zijn oom en vervuld van afkeer voor zijn moeder die met Claudius getrouwd is. Als de geest van zijn vader aan hem verschijnt en hem vertelt te zijn vermoord door Claudius, raakt Hamlet geobsedeerd door de gedachte om zijn oom te doden. Hij aarzelt echter en blijft redenen verzinnen om niet tot actie over te gaan, waarop hij zichzelf veracht vanwege zijn afwachtende houding. Hamlet is verliefd op Ophelia. Hij wendt gestoordheid voor om er achter te komen of Claudius inderdaad de oude Hamlet heeft vermoord. Hamlet wordt in het laatste bedrijf vermoord in een zwaardgevecht met Laertes. Hamlet wordt geraakt door de vergiftigde punt van het zwaard van Laertes.
- Gertrud(e), koningin, de moeder van de jonge prins, is getrouwd met de oude Hamlet. Twee maanden na zijn dood huwt zij Claudius. Zij sterft in het laatste bedrijf, vergiftigd door wijn die voor prins Hamlet bedoeld was.
- Claudius is de nieuwe koning van Denemarken, die de oude Hamlet heeft gedood. Claudius is de broer van de oude Hamlet en de oom van Hamlet. Hij is getrouwd met Gertrude. Hij sterft in het laatste bedrijf, vermoord door Hamlet.
- Polonius is een raadsman van Claudius. Hij is de vader van Ophelia en Laertes. Bij het afluisteren van een gesprek tussen Gertrude en Hamlet wordt hij door Hamlet neergestoken.
- Ophelia is de dochter van Polonius en de zuster van Laertes. Zij is verliefd op Hamlet. Zij verdrinkt nadat ze vanuit een boom in een beek is gevallen, maar sommigen (zoals de koster) vermoeden dat ze zelfmoord heeft gepleegd, gek van verdriet wegens het vertrek van Hamlet en het verlies van haar vader.
- Hamlet de oude is de vader van Hamlet en koning van Denemarken. Hij wordt vergiftigd door Claudius, waardoor Claudius de nieuwe koning wordt. De oude Hamlet was getrouwd met Gertrude.
- Fortinbras is de jonge prins van Noorwegen. Zijn vader heette ook Fortinbras en werd vermoord door de oude Hamlet.
- De Geest is de oude Hamlet, die nog enkele keren terugkeert naar zijn oude paleis alvorens in de eeuwigheid te verdwijnen.
- Guildenstern (ook: Gyldensterne) is een studievriend van Hamlet. Hem wordt, net zoals Rosencrantz, door Claudius opgedragen Hamlet te volgen.
- Horatio is een goede vriend van Hamlet. Hij studeerde met hem aan de universiteit van Wittenberg. Hij is de enige die het einde van het verhaal kan vertellen omdat hij als enige de hoofdrolspelers heeft overleefd.
- Laertes is de zoon van Polonius en de broer van Ophelia. Hij studeert het grootste deel van het verhaal in Frankrijk. Hij komt terug naar Denemarken om de dood van Polonius te wreken. Hij sterft bij zijn moordpartij op Hamlet.
- Rosencrantz is een studievriend van Hamlet. Hem wordt, net zoals Guildenstern, door Claudius opgedragen Hamlet te volgen.
- Bernardo is een van de wachters van het Deense kasteel Elseneur, samen met Francisco en Marcellus.

## Hamlets karakter

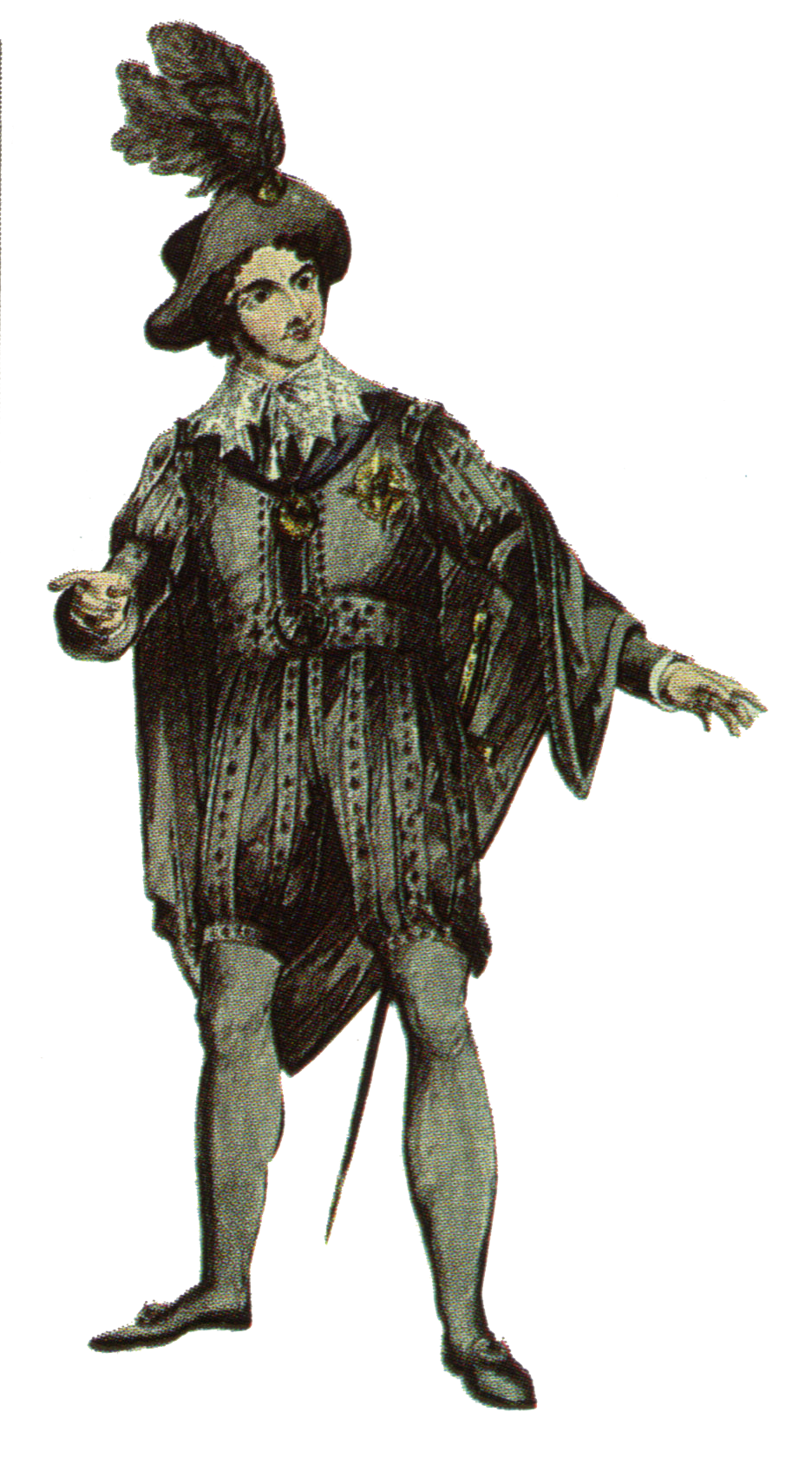
Edmund Kean als prins Hamlet, 1814

Hamlet is een zeer complexe figuur vol contradicties. Aan de ene kant bewondert hij passionele mannen zoals Fortinbras die geweld niet schuwen, maar zelf is hij eerder filosofisch en contemplatief van aard. Zijn stemmingen wisselen tussen besluiteloosheid en bereidheid tot het begaan van impulsieve gewelddaden. Een steeds terugkerend punt in de discussie over Hamlets karakter gaat over de vraag: is Hamlet nu wel of geen held? De meeste helden uit klassieke tragedies worden aan het begin van het verhaal voor een probleem gesteld dat van levensbelang is. Zij reageren hierop door een keuze te maken in de hoop het probleem op te lossen. Uit hun eerste keuze volgt logisch een tweede keuze en een derde en zo ontrolt zich het verhaal. Hamlet reageert niet zo rechtlijnig. Vanaf het eerste ogenblik dat hij van de geest verneemt dat zijn vader is vermoord en dat het zijn taak is om wraak te nemen, aarzelt hij. Het probleem van Hamlet is niet: 'wat moet ik doen om deze laffe moord te wreken?', zoals van een klassieke tragische held verwacht wordt. Shakespeare doorbreekt dit verwachtingspatroon en voert een 'held' op die in de knoop zit met zichzelf, iemand wiens twijfel hem zodanig verlamt dat hij geen actie onderneemt. Met een boutade zou je kunnen stellen dat Hamlet een held is die het woord 'actie' niet kent. Toch vallen er nogal wat doden in het verhaal en allemaal direct of indirect door toedoen van Hamlet, waardoor de schijn gewekt wordt dat aan de traditionele code van de echte held wordt voldaan. Het verschil ligt hem echter hierin dat deze held door de daden die hij stelt zichzelf gaat haten en zelf ten onder gaat.

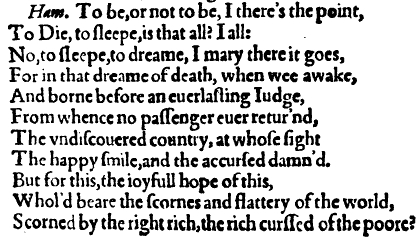
To be, or not to be (uit een 'bad quarto', met afwijkende tekst)

## Inhoud

### Eerste bedrijf
Scène 1: Op kasteel Elseneur in Denemarken is Horatio door de wachters gevraagd te komen kijken naar een geest die de vorige nachten is verschenen. Zij zien het als een slecht teken en denken dat de geest waarschuwt voor een aanval van Fortinbras, de prins van Noorwegen. Horatio weigert hen te geloven totdat de geest weer verschijnt. Hij herkent in hem de oude koning van Denemarken, die kort geleden is gestorven. De geest zwijgt. Even later verschijnt hij opnieuw en het lijkt of hij iets wil zeggen, maar dan kondigt de haan de ochtend aan en moet hij verdwijnen. Horatio besluit prins Hamlet op de hoogte te stellen.

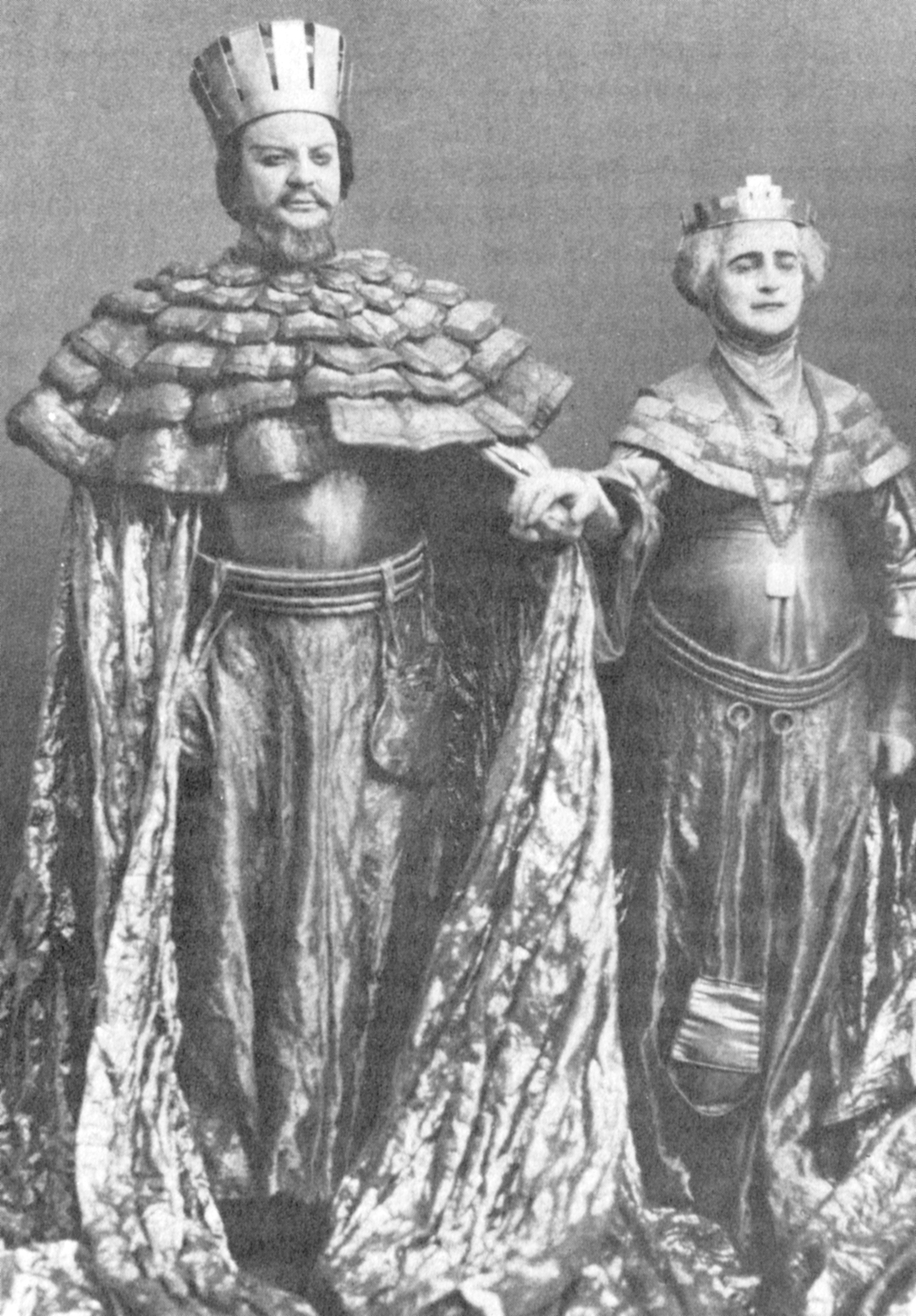
Claudius trouwt Gertrude, 1911

Scène 2: In zijn kasteel richt Claudius zich tot zijn adviseurs. Hij spreekt over zijn troonsbestijging, de dood van zijn broer, Hamlets vader, en zijn huwelijk met Gertrude, Hamlets moeder en weduwe van de oude koning. Claudius kondigt aan dat hij de koning van Noorwegen heeft geschreven om hem te vragen de ambities van zijn neef Fortinbras te beteugelen. Fortinbras eist het land terug dat zijn vader aan Hamlets vader verloren heeft.
Verder geeft Claudius Laertes, de zoon van zijn adviseur Polonius, toestemming om naar Parijs terug te gaan. Claudius vraagt Hamlet naar de reden van zijn sombere buien. Hamlet verwijt hem dat hij doet alsof hij verdriet heeft. Claudius dringt erop aan dat Hamlet niet langer treurt en niet naar de Universiteit van Wittenberg terugkeert maar in Denemarken blijft. De koningin, Hamlets moeder, ondersteunt dit pleidooi.
Na het vertrek van de koning en zijn hofhouding is Hamlet alleen. Hij spreekt over zijn onmacht en walging over het feit dat zijn moeder een maand na de dood van zijn vader alweer hertrouwd is. Horatio, Marcellus en Bernardo komen binnen om Hamlet over de geest te vertellen. Hamlet besluit om die nacht met hen de wacht te houden en tot de geest te spreken.
Scène 3: Laertes neemt afscheid. Hij vaart af naar Frankrijk om daar te gaan studeren. Hij waarschuwt zijn zus Ophelia voor Hamlets liefdesbetuigingen. Zelfs als Hamlet oprecht is, blijft hij een prins en kan hij niet trouwen met wie hij wil. Polonius komt binnen en overlaadt Laertes met levenslessen en beveelt Ophelia Hamlet te mijden.

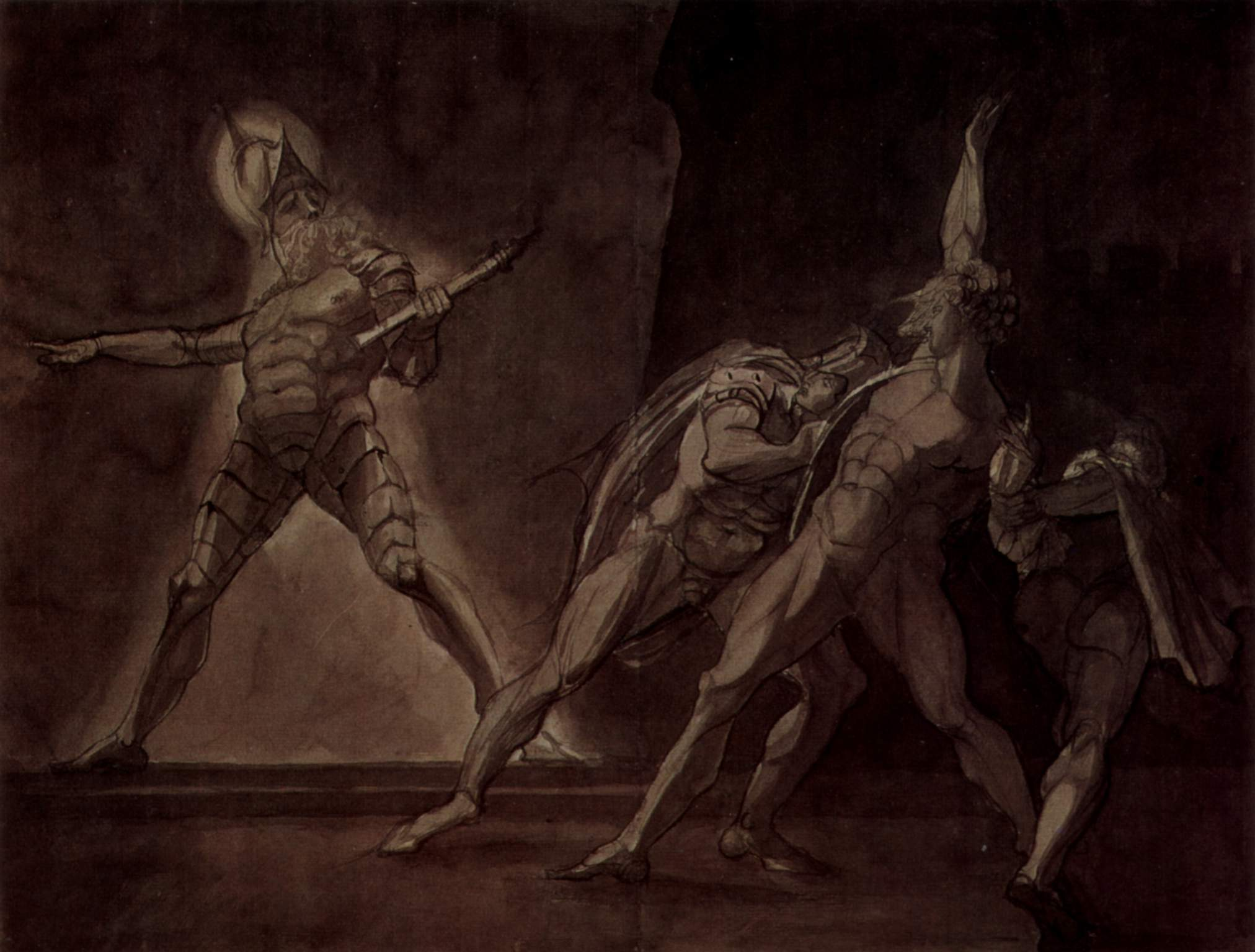
Hamlet, Horatio en Marcellus zien de geest

Scène 4: Hamlet, Horatio en Marcellus wachten op de geest. In de verte klinkt het feestgedruis van Claudius en het hof (en Hamlet spreekt over de slechte reputatie van de dronken Denen). De geest verschijnt en Hamlet gebiedt hem te spreken. Hij geeft een teken dat Hamlet hem moet volgen; dit doet hij, tegen het advies van zijn metgezellen in. Hij twijfelt echter zeer of het goed is wat hij doet.
Scène 5: De geest vertelt dat hij de geest van Hamlets vader is, teruggekeerd naar de aarde om zijn zoon tot wraak aan te sporen. Hij zegt dat hij vermoord is door Claudius, die hem tijdens zijn slaap gif in de oren heeft gegoten en iedereen heeft wijsgemaakt dat hij door een slang is gebeten. Hamlets vader is gestorven voordat hij de kans heeft gekregen zijn zonden op te biechten en daarom is hij gedoemd om in het vagevuur rond te dwalen. Hij beveelt Hamlet om zijn broer Claudius te doden maar zijn moeder Gertrude te sparen. Horatio en Marcellus komen hoogst ongerust aangelopen. Hamlet zegt niet wat er gebeurd is, maar laat hen vier keer zweren niemand iets te vertellen over de geest. Vier keer schreeuwt de geest, die vanaf nu onzichtbaar is: Zweer! Zij beloven niets te zeggen en Hamlet waarschuwt dat zijn gedrag vanaf nu vreemd zou kunnen lijken.

### Tweede bedrijf
Scène 1: Polonius geeft instructies aan zijn dienaar Reynaldo om zijn zoon Laertes in Parijs te bespioneren om te weten te komen wat voor levensstijl die eropna houdt. Ophelia komt geschrokken binnen. Ze vertelt dat Hamlet doodsbleek en trillend haar kamer is binnengekomen. Hij greep haar bij de polsen, staarde haar lang aan, zuchtte en vertrok weer.
Polonius wijt Hamlets gedrag aan Ophelia's afwijzing en besluit dit aan de koning te vertellen.
Scène 2: Rosencrantz en Guildenstern, jeugdvrienden van Hamlet, worden ontboden om de oorzaak van zijn waanzin te achterhalen. Polonius komt binnen en kondigt aan dat de koning van Noorwegen Fortinbras ervan heeft overtuigd Denemarken niet aan te vallen. In plaats hiervan heeft hij zijn zinnen gezet op een klein stukje Pools land en vraagt hij Denemarken om vrije doortocht.
Vervolgens zegt Polonius dat hij denkt te weten dat de oorzaak van Hamlets waanzin diens onbeantwoorde liefde voor Ophelia is. Dit overtuigt de koning en koningin nauwelijks. De koningin denkt eerder dat zijn vaders dood en haar overhaaste huwelijk de oorzaken zijn van het verlies van zijn verstand. Hamlet komt binnen en doet alsof hij gek is. Hij maakt Polonius belachelijk. Deze vertrekt om een ontmoeting te regelen tussen hem en zijn dochter, om zo aan te tonen dat Hamlet gek van liefde is.

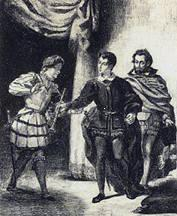
Hamlet en Guildenstern

Hamlet ontmoet Rosencrantz en Guildenstern en heeft snel door dat ze door de koning gezonden zijn om hem te bespioneren. Hij vertelt hen over zijn boze dromen. Zij wijten die aan zijn ambitie. Hamlet filosofeert erover wat de mens meer is dan stof.
Een groep toneelspelers komt aan en ze voeren een gesprek over theater. Hamlet heet de toneelspelers welkom en vraagt hen een tekst voor te dragen over de dood van koning Priamus van Troje en het leed dat zijn vrouw Hecuba moest doorstaan. Polonius voert de acteurs weg. Hamlet vraagt een acteur die achter is gebleven of de groep die avond De Muizenval voor het hof kan spelen met toevoeging van een paar regels die Hamlet zal schrijven.
Alleen achtergebleven verbaast Hamlet zich over de kracht van het theater: 'Al die emoties om niets' en hij beklaagt zijn passiviteit. Hij besluit om de toneelspelers een moord te laten spelen die lijkt op de moord op zijn vader. Hamlet zal de reacties van zijn oom observeren. Zo wil hij achterhalen of de geest van zijn vader de waarheid heeft gesproken of een duivel was.

### Derde bedrijf
Scène 1: Rosencrantz en Guildenstern zijn niet veel wijzer geworden en melden de koning slechts dat de komst van de toneelspelers goed was voor Hamlets humeur. In de hoop om de werkelijke reden voor zijn vreemde gedrag te ontdekken, besluiten de koning en de koningin akkoord te gaan met een gearrangeerde ontmoeting tussen Hamlet en Ophelia. Polonius vraagt Ophelia om te doen alsof ze alleen is, terwijl hij en de koning zich achter een tapijt verbergen. Hamlet komt binnen en spreekt zijn beroemde monoloog To be, or not to be uit. Hij komt tot de conclusie dat denken lafaards van ons allen maakt.
Hij stopt als hij Ophelia opmerkt. Zij geeft hem zijn cadeaus en brieven terug. Hamlet ontkent zijn liefde voor haar en adviseert haar niet te trouwen maar naar een klooster te gaan. Claudius gelooft niet dat Hamlets waanzin aan onbeantwoorde liefde te wijten is en vreest dat hij een bedreiging voor zijn troon is. Hij besluit hem in Engeland uit de weg te laten ruimen. Polonius doet een laatste suggestie om Hamlets ware beweegredenen te achterhalen in een gesprek onder vier ogen met Gertrude. Richt dat niets uit, dan naar Engeland met hem!

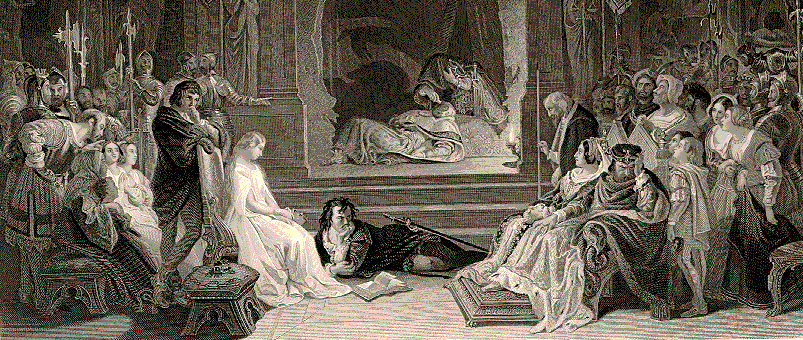
De 'spel-binnen-het-spel' scène

Scène 2: Nadat hij de acteurs instructies heeft gegeven, vraagt Hamlet Horatio de reacties van de koning tijdens de voorstelling te observeren. Het hele hof woont de voorstelling bij. Hamlet, met zijn hoofd in Ophelia's schoot, maakt gewaagde opmerkingen en levert commentaar. De voorstelling wordt voorafgegaan door een gemimede samenvatting. Als de voorstelling begint vertelt Hamlet dat de moordenaar Lucianus met de nieuwe weduwe trouwen zal. Het stuk gaat over verraad, moord en incest. Op het moment dat de gemene Lucianus vergif in het oor van de koning giet, rijst koning Claudius op, staakt de voorstelling en verlaat de zaal in woede. Hamlet gelooft dat hij nu voldoende informatie heeft dat zijn vader is vermoord.
Claudius stuurt Rosencrantz en Guildenstern en daarna Polonius naar Hamlet, om zijn moeders wens over te brengen om hem te spreken. Hamlet heeft besloten om wraak te nemen op Claudius, maar om zijn moeder te sparen.
Scène 3: Claudius verzoekt Rosencrantz en Guildenstern Hamlet naar Engeland te begeleiden en stelt een brief op. Als Claudius alleen is, vraagt hij zich af of hij om vergeving kan vragen terwijl zijn misdaad voortduurt. Hij knielt om te bidden. Hamlet ziet hem en bedenkt dat hij hem makkelijk zou kunnen neersteken, maar doet dit niet omdat de koning naar de hemel gaat als hij gedood wordt tijdens het bidden.

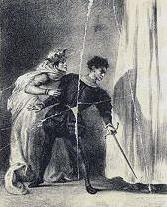
Polonius staat achter het gordijn

Scène 4: Polonius hoort achter het gordijn het gesprek tussen Gertrude en Hamlet. Haar zoons gedrag maakt de koningin zo bang dat ze om hulp roept. Polonius komt in beweging en verraadt zo zijn aanwezigheid, Hamlet denkt dat het de koning is en steekt hem neer. Vervolgens spreekt hij de koningin aan op haar lage gedrag en het verlies van haar deugd. De geest van de dode koning komt tussenbeide, hij spoort Hamlet aan om wraak te nemen, maar zijn moeder te sparen.
Gertrude ziet en hoort de geest niet. Ze verklaart Hamlet voor gek maar neemt zijn woorden wel serieus. Hamlet vraagt zijn moeder niet langer het bed te delen met Claudius. Hij verlaat de kamer, terwijl hij het lijk van Polonius achter zich aansleept.

### Vierde bedrijf
Scène 1: Gertrude vertelt de koning over de plotselinge dood van Polonius. De koning realiseert zich dat hij waarschijnlijk Hamlets doelwit was en draagt Rosencrantz en Guildenstern op om Hamlet onmiddellijk naar Engeland te voeren.
Scène 2: Rosencrantz en Guildenstern proberen te ontdekken waar Hamlet Polonius' lijk heeft verborgen. Hamlet maakt hen belachelijk en weigert te antwoorden. Desondanks stemt hij ermee in de koning te spreken.
Scène 3: Hamlet weigert om de vragen van de koning over het lijk van Polonius te beantwoorden en reageert luchtig op het bericht dat hij wordt verbannen. Als Claudius alleen is, onthult hij dat hij per brief heeft bevolen dat Hamlet direct bij aankomst in Engeland gedood moet worden.
Scène 4: Voordat hij naar Engeland vertrekt, ontmoet Hamlet een kapitein van de troepen van Fortinbras, die door Denemarken trekt om voor zijn goede naam te strijden door een waardeloos stukje land te veroveren. Hamlet vergelijkt dit met zijn eigen situatie en verwijt zichzelf dat hij niet in actie komt terwijl er zulke grote belangen op het spel staan.
Scène 5: Ophelia komt binnen, waanzinnig geworden door de dood van haar vader en het vertrek van Hamlet. De koningin probeert met haar te spreken, maar ze antwoordt slechts met flarden van liefdesliedjes. Laertes komt woedend terug uit Frankrijk. Hij eist de waarheid omtrent de dood van zijn vader en wil weten waarom die geen officiële begrafenis heeft gekregen. Als Laertes Ophelia ziet, zweert hij dat hij zijn vader en zuster zal wreken. Claudius spoort hem aan een onderzoek in te stellen om de schuldige aan te wijzen.

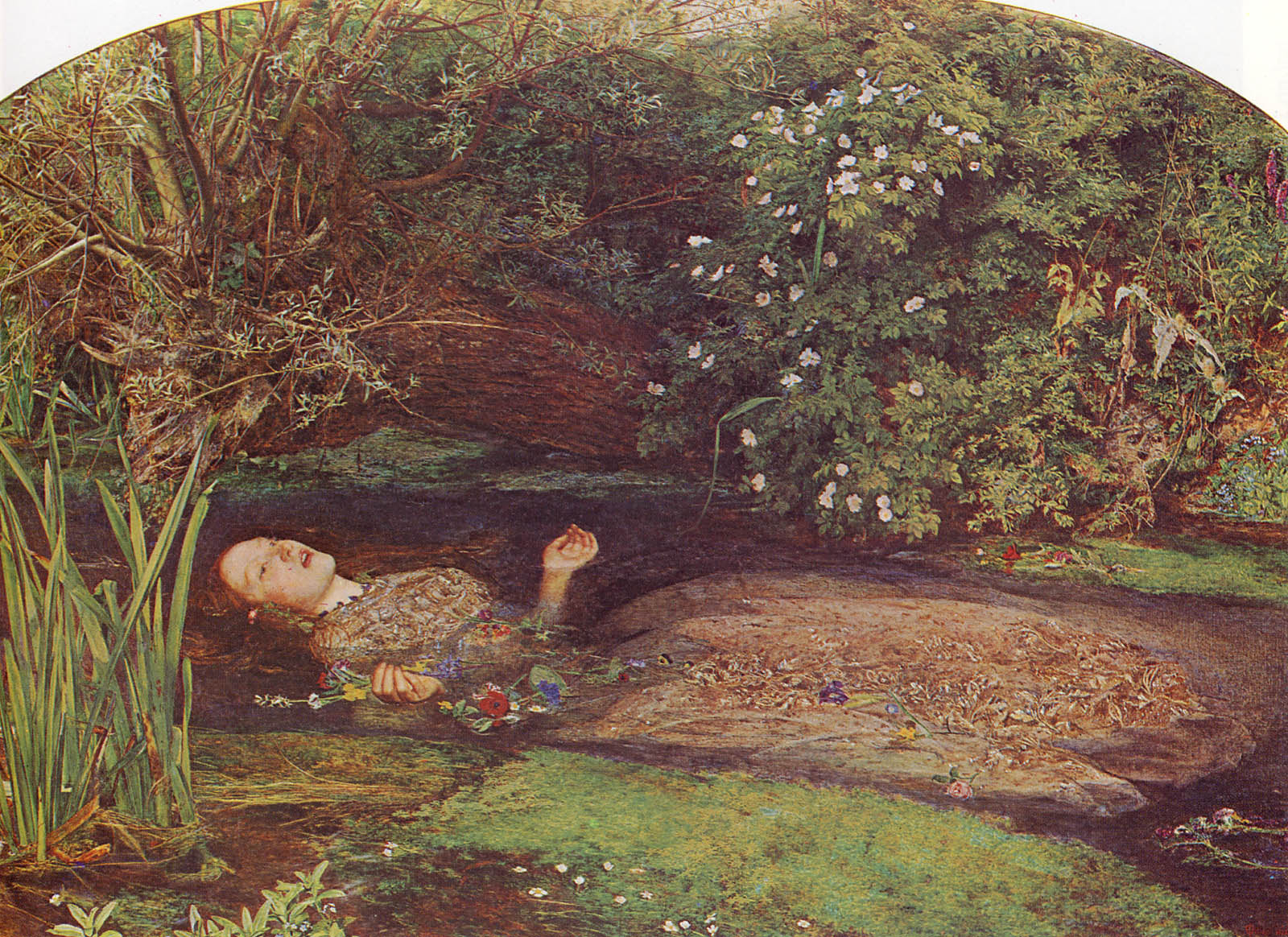
Ophelia in het water

Scène 6: Horatio ontvangt een brief van Hamlet waarin hij beschrijft hoe zijn schip is aangevallen door piraten die hem hebben gespaard, in ruil voor een ontvangst door de koning van Denemarken. Hamlet zegt dat Rosencrantz en Guildenstern nog steeds onderweg naar Engeland zijn.

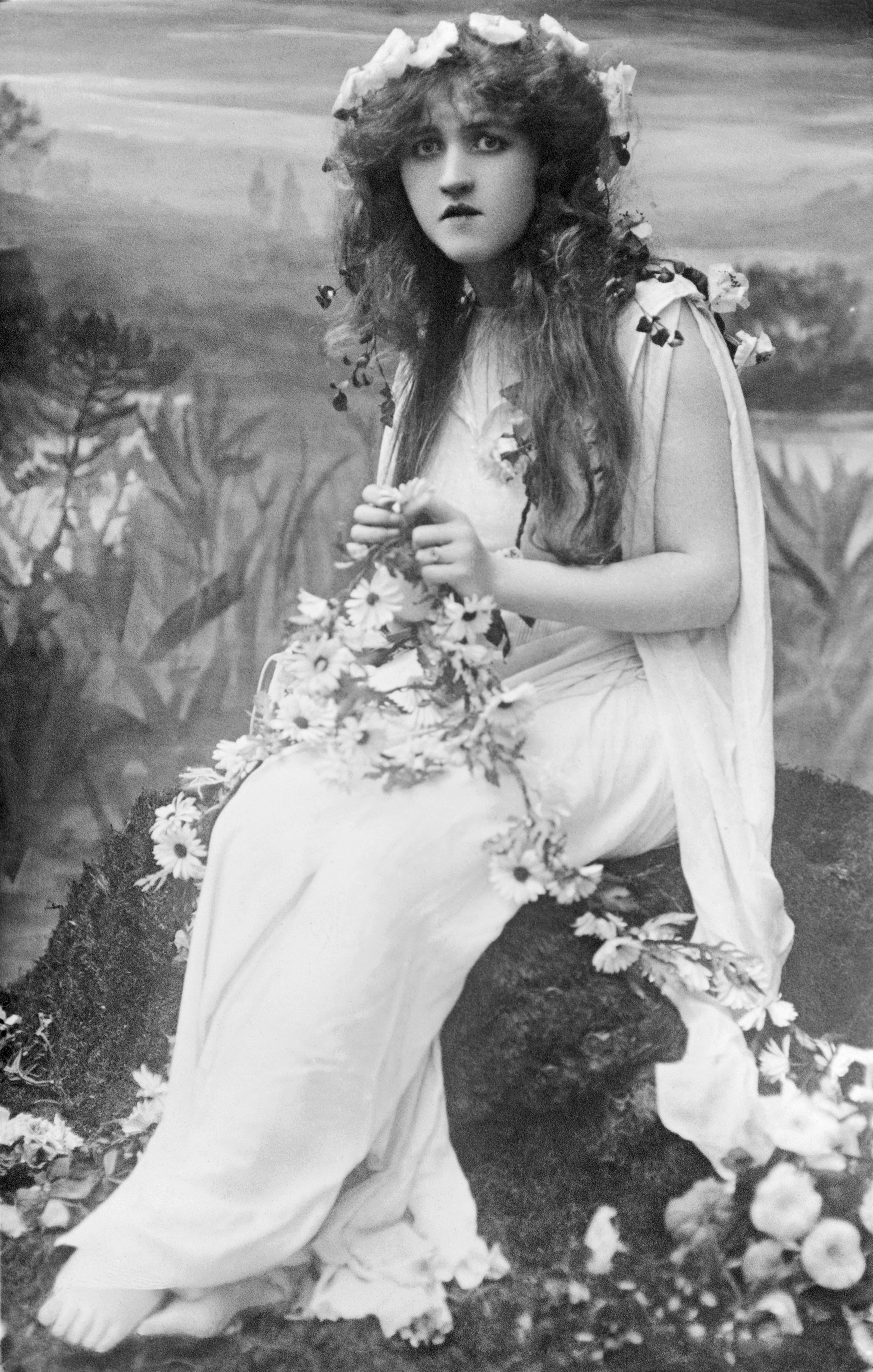
Sopraan Mignon Nevada als Ophelia in de opera Hamlet van Ambroise Thomas, omstreeks 1910

Scène 7: Hamlet wordt verantwoordelijk gehouden voor de dood van Polonius en Ophelia's waanzin. Laertes vraagt Claudius waarom hij Hamlet tot nu toe gespaard heeft: behalve de liefde van zijn moeder, heeft Hamlet de steun van het volk. Een boodschapper komt binnen en kondigt Hamlets plotselinge terugkeer aan. De koning bedenkt een strategie waarin Laertes Hamlet uitdaagt voor een duel. Hij oppert dat Laertes met een niet afgestompt zwaard zal vechten, waarmee hij Hamlet 'per ongeluk' dodelijk kan treffen. Laertes stemt hiermee in en zegt dat hij de punt van zijn zwaard in een dodelijk gif zal dopen. Voor de zekerheid zal de koning Hamlet ook nog een beker vergiftigde wijn aanbieden tijdens het duel. De koningin komt binnen en kondigt de dood van Ophelia aan, zij is verdronken.

### Vijfde bedrijf

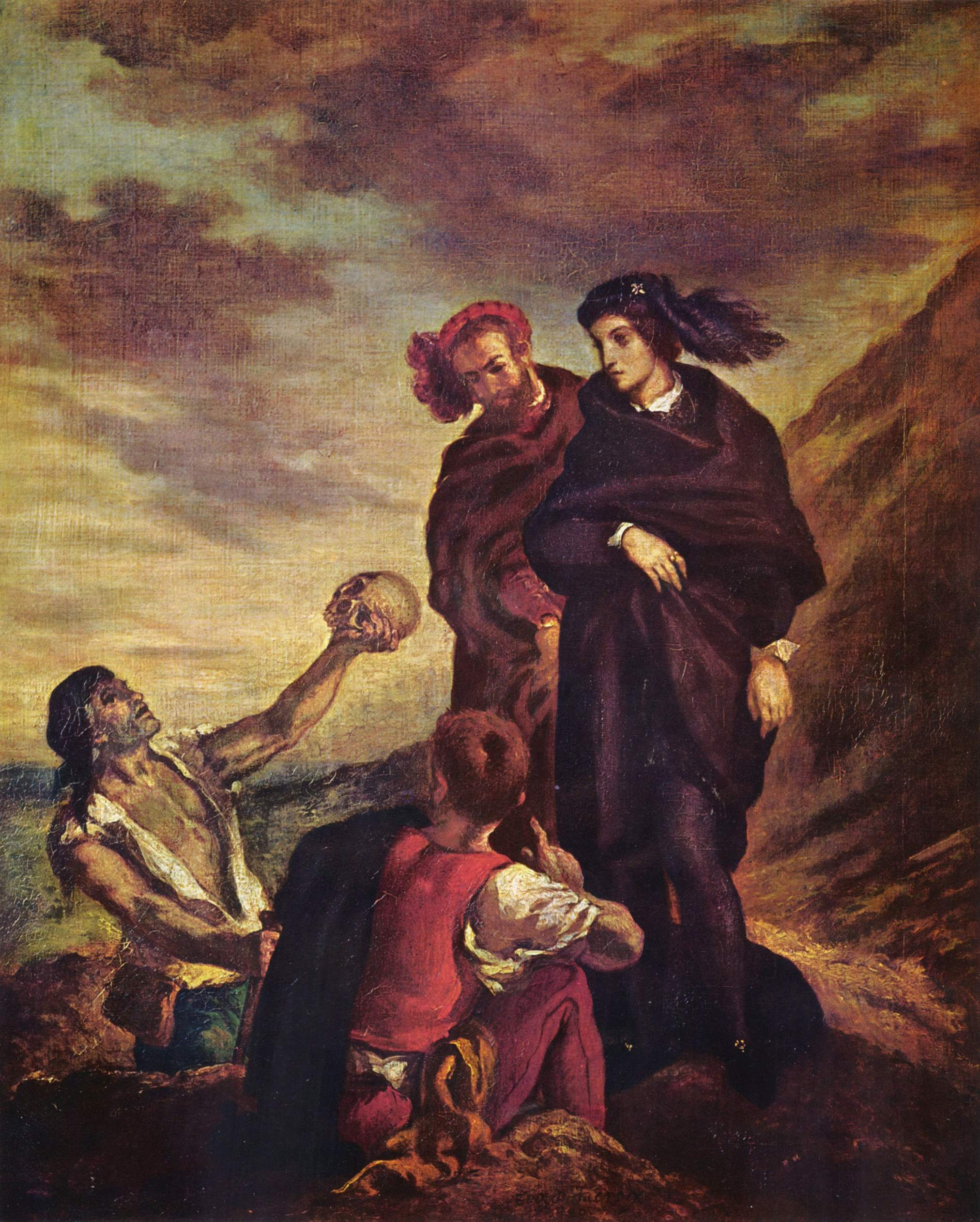
Hamlet krijgt de schedel van Yorick aangereikt

Scène 1: Hamlet en Horatio komen langs twee grafdelvers die Ophelia's graf aan het delven zijn. Hamlet hoort ze uit over de dood. Een van de opgegraven schedels blijkt van Yorick te zijn, de nar waarmee hij in zijn kindertijd zoveel plezier heeft beleefd.
De begrafenisstoet arriveert. Laertes vervloekt de moordenaar van zijn zus en werpt zich in het graf om afscheid te nemen. In een vlaag van woede springt Hamlet hem achterna en Laertes wordt razend. Claudius maant hen tot rust en herinnert Laertes eraan dat hij in het duel zijn woede zal kunnen botvieren. Voordat Hamlet vertrekt schreeuwt hij zijn liefde voor Ophelia uit.
Scène 2: Hamlet vertelt Horatio hoe hij de brief van de koning, waarin hij de Engelsen vroeg Hamlet te doden, heeft onderschept en verruild voor een brief die de dood van de brengers van deze brief (Rosencrantz en Guildenstern) vraagt.
Hamlet ziet in dat hij zich moet verzoenen met Laertes. Osric, een hoveling, komt binnen om de uitnodiging voor het duel over te brengen. Hamlet biedt Laertes zijn excuses aan. Laertes heeft last van zijn geweten maar besluit toch met hem te schermen om zijn goede naam intact te houden.
Het duel begint. Na de eerste treffers biedt de koning Hamlet de vergiftigde wijn aan, die hij afslaat. De koningin wil het glas heffen op haar zoon. Ze drinkt van de vergiftigde wijn en de koning kan dat niet verhinderen zonder zichzelf te verraden.
In de daaropvolgende chaos worden beide duellisten verwond door het vergiftigde zwaard, sterft de koningin en onthult Laertes zijn complot met de koning. Hamlet stort zich op de koning en steekt hem met zijn vergiftigde zwaard, nadat hij hem gedwongen heeft uit de beker te drinken. Laertes sterft na verzoening met Hamlet. Horatio wil ook van de vergiftigde wijn drinken. Hamlet vraagt hem dit niet te doen, maar wat er gebeurd is verder te vertellen.
Op dat moment wordt aangekondigd dat Fortinbras terug is uit Polen, en Hamlet spreekt de wens uit dat hij de leiding over Denemarken op zich neemt. Hamlet sterft. Fortinbras treedt binnen. Hij is geschokt.
Engelse afgezanten arriveren om de dood van Rosencrantz en Guildenstern aan te kondigen. Fortinbras eist Denemarken op en dit wordt door iedereen ondersteund. Hij beveelt dat Hamlet eervol begraven wordt en zegt dat hij een 'vorstelijk koning' zou zijn geweest.

## Gevleugelde uitspraken
Enkele uitspraken uit Hamlet die bekendheid genieten:
Oorspronkelijke citaten
- “To be, or not to be, that is the question” (Hamlet, 3e bedrijf, 1e toneel)
- “Frailty, thy name is woman!” (Hamlet, 1e bedrijf, 2e toneel)
- “Something is rotten in the state of Denmark.” (Marcellus, 1e bedrijf, 4e toneel)
- “There are more things between heaven and earth.” (Hamlet, 1e bedrijf, 5e toneel)
- “I must be cruel, only to be kind.” (Hamlet, 3e bedrijf, 4e toneel)
- "The rest is silence" (Hamlet, 5e bedrijf)

Vertaling
- “Te zijn of niet te zijn, dat is de vraag;”
- “Zwakheid, uw naam is vrouw!”
- “Er is iets rot in 't rijk van Denemarken.”
- “Er is meer tussen hemel en aarde.”
- “Ik ben slechts wreed uit liefde.”
- "De rest is stilte / zwijgen"

## Hedendaagse cultuur
- Het toneelstuk wordt heden ten dage nog steeds veel opgevoerd en is meerdere keren verfilmd.